# Parafia Matki Bożej Królowej Polski w Parzniewicach
Parafia Matki Bożej Królowej Polski w Parzniewicach – parafia rzymskokatolicka, znajdująca się w archidiecezji częstochowskiej, w dekanacie Rozprza.